# Jean Stampe

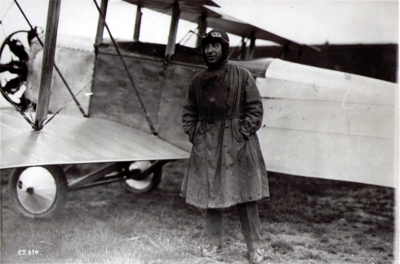
Jean Stampe vor einem seiner Flugzeuge, hier vermutlich vor einem Stampe & Vertongen RSV.32/90

Jean Joseph Stampe (* 17. April 1889 in Molenbeek; † 15. Januar 1978) war ein belgischer Flugzeugkonstrukteur.

## Lebenslauf
Als einziger Sohn verbrachte er seine Kindheit in Ixelles, wo seine Eltern sesshaft waren. Bereits mit zwölf Jahren begeisterte sich Jean Joseph Stampe für Fahrräder und Motorräder. Sein großes Idol zu dieser Zeit war Jan Olieslagers, den man den „Diable d'Anvers“ nennt.
1909 kaufte sich Stampe sein erstes Flugzeug: eine Blériot XI des französischen Luftfahrtpioniers und Flugzeugherstellers Louis Blériot. Seitdem konzentrierte er sich ausschließlich auf die Fliegerei.
Mit 20 Jahren war Jean bereits verheiratet und Vater eines Sohnes namens Léon. Um den Lebensunterhalt zu verdienen, wurde Jean Stampe Mechaniker und half den Eltern in ihrem Café. Auf einer einwöchigen Fahrt nach Crémona verunglückte er 1914 mit seinem Motorrad. Sein rechtes Bein war viermal gebrochen und konnte im Klinikum von Crémona nur mit Mühe gerettet werden. Während des langen Krankenhausaufenthaltes (über 56 Tage) lernte er Mandoline spielen, was über Jahrzehnte sein Hobby bleiben sollte. 1915 trat er der belgischen Luftwaffe als Freiwilliger bei. Er musste für Kost und Logis sowie die nötigen Flugstunden zur Absolvierung des Pilotenscheines selber aufkommen.
Flugunterricht nahm er in Hendon, im Norden Londons, in einer amerikanischen Flugschule, die dort als einzige die Schulung am Doppelsteuer durchführte. Sein Fluglehrer, ein Italiener namens Vigilio, war dafür bekannt, dass er mit seinen Schülern nur sehr niedrig flog, und nicht gerade einen Kurvenstar darstellte. Nachdem er wegen des lamentablen Unterrichts seinen Fluglehrer Vigilio mit dem Revolver bedroht hatte, ließ ihn dieser endlich alleine fliegen.
Seine Lizenz erhielt Jean Stampe am 30. Januar 1916. Der Flugschein mit der Nummer RAC-UK 2353 wurde ihm am 28. Februar 1915 ausgehändigt. Mit einer kleinen Erbschaft von Maurice Vertongen und erneuter väterlicher Hilfe wurde am 17. Oktober 1923 die Firma Stampe et Vertongen gegründet.
Die nach ihm benannte Stampe SV 4 wurde 1933 von ihm und Maurice Vertongen konstruiert und ab Ende des Zweiten Weltkrieges von den Franzosen in Lizenz gebaut. Sie wurde von Vereinen und dem französischen Militär als Schulflugzeug und Kunstflugtrainer eingesetzt.
| Personendaten    | Personendaten                            |
| ---------------- | ---------------------------------------- |
| NAME             | Stampe, Jean                             |
| ALTERNATIVNAMEN  | Stampe, Jean Joseph                      |
| KURZBESCHREIBUNG | belgischer Flugzeugkonstrukteur          |
| GEBURTSDATUM     | 17. April 1889                           |
| GEBURTSORT       | Molenbeek-Saint-Jean/Sint-Jans-Molenbeek |
| STERBEDATUM      | 15. Januar 1978                          |